# اخلاق جانوری (سازمان)
اخلاق جانوری (به انگلیسی: Animal Ethics)، یک سازمان غیرانتفاعی است که برای ترویج بحث و مناظره پیرامون مسائل مربوط به اخلاق جانوری و ارائه اطلاعات و منابع برای حامیان حقوق جانوران تشکیل شده‌است. آنها همچنین در چندین کشور در مورد موضوع گونه‌پرستی کار اطلاع‌رسانی را انجام می‌دهند. هدف آنها ایجاد جهانی است که در آن ملاحظات اخلاقی به همه موجودات ذی‌شعور گسترش یابد. وبگاه این سازمان موضوعاتی مانند گونه‌پرستی، ذی‌شعور بودن، وگانیسم و رنج جانوران وحشی را پوشش می‌دهد و دارای محتوای ترجمه‌شده به چندین زبان است.